# Mníšek

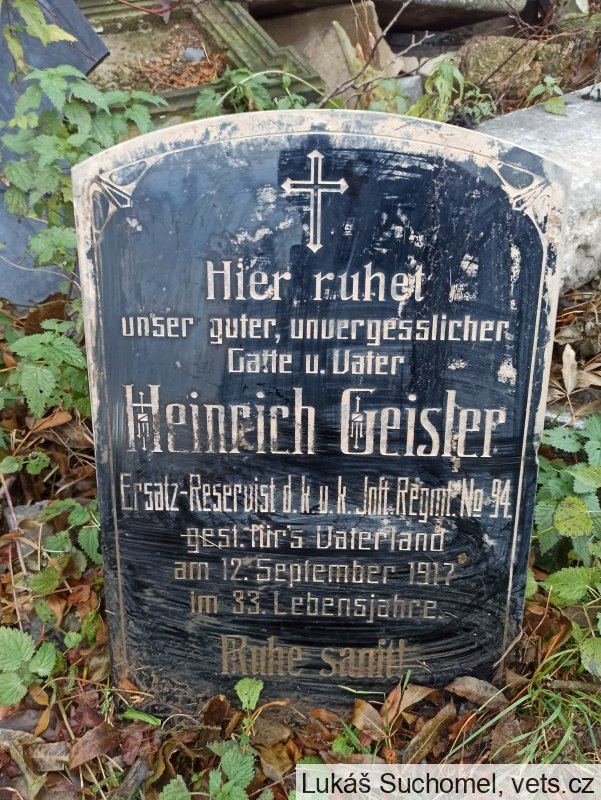
Soldatengrab. Autor, Lukas Suchomel 02-11-2021

Mníšek (deutsch Einsiedel im Isergebirge) ist eine Gemeinde in Tschechien. Sie liegt sieben Kilometer nördlich des Stadtzentrums von Liberec im Isergebirge und gehört zum Okres Liberec.

## Geographie
Mníšek erstreckt sich im Westen des Isergebirges am Fuße der Gebirgsrücken Hejnický hřbet und Oldřichovský hřbet im Tal der Jeřice (Görsbach) an der Einmündung der Fojtka (Voigtsbach). Südlich des Dorfes liegt die Talsperre Fojtka und nordwestlich die Talsperre Mlýnice. Durch Mníšek führt die Bahnstrecke Liberec–Zawidów. Nördlich erhebt sich der Březový vrch (466 m), im Osten der Ostrý (Scharfberg, 551 m) und im Südwesten der Novoveský vrch (Neudörfler Berg, 511 m). Westlich des Dorfes verlaufen Bunkerlinien des Tschechoslowakischen Walls.
Nachbarorte sind Mlýnice (Mühlscheibe) und Filipov (Philippsberg) im Norden, Oldřichov v Hájích (Buschullersdorf) und Betlém im Nordosten, Zaječí Důl und Fojtka im Südosten, Radčice (Ratschendorf) und Krásná Studánka im Süden, Víska im Südwesten, Nová Víska (Neudörfel) und Nová Ves (Neundorf) im Westen sowie Horní Vítkov (Ober Wittig) im Nordwesten.

## Geschichte
Einsiedel wurde wahrscheinlich im 13. Jahrhundert während der deutschen Kolonisation im Zuge der Errichtung eines Steiges durch die Isergebirgswälder angelegt. Erstmals urkundlich erwähnt wurde die Ansiedlung  Einsiedl 1381 im Urbar der Herrschaft Friedland. Zu dieser Zeit bestand das Dorf aus 18 Bauernwirtschaften, zwei Sägemühlen, einer Kornmühle und einer Lohmühle.
Unter den Biebersteinern unterstand Einsiedel der Administration der Burg Hammerstein, die später mit ihren Dörfern dem Reichenberger Sprengel der Herrschaft Friedland zugeschlagen wurde. Das Dorf entwickelte sich durch den Ausbau des alten Steiges zur Reichsstraße. 1551 starb mit Christoph von Bieberstein der Friedländer Zweig des Geschlechts aus und die Herrschaft gelangte per Heimfall an die böhmische Krone zurück. Von dieser erwarb 1558 der kaiserliche Rat Friedrich von Redern die Herrschaft. Salomena von Redern ließ 1570 anstelle der hölzernen, auf Pfählen errichteten und seit 1521 nachweisbaren Bethalle eine kleine steinerne Kirche erbauen.
Nach der Schlacht am Weißen Berg wurden die Güter Christoph von Rederns konfisziert und an Albrecht von Waldstein übergeben. Nach dessen Ermordung erhielt Matthias von Gallas die Herrschaft. Seine Nachfahren und ab 1757 die Grafenlinie Clam-Gallas besaßen die Ländereien bis zu ihrer Enteignung im Jahre 1945.
Ab 1700 erfolgte in einem Privathaus der Schulunterricht. Im Jahre 1820 erhielt die Schule ein eigenes steinernes Gebäude; eingeschult waren auch die Dörfer Voigtsbach, Buschullersdorf und Philippsberg.
Nach der Aufhebung der Patrimonialherrschaften bildete Einsiedl ab 1850 eine politische Gemeinde im Gerichtsbezirk Friedland bzw. Bezirk Friedland. 1875 wurde der Eisenbahnbau von Reichenberg nach Seidenberg vollendet, die Züge fuhren jedoch ohne Halt durch Einsiedl. Im Jahre 1878 entstand ein neues Schulgebäude. Zum Ende des 19. Jahrhunderts änderte die Gemeinde ihren Namen in Einsiedel. Nach einer zwischen 1846 und 1888 aufgetretenen Serie verheerender Hochwasser am Görsbach erfolgte in den Jahren 1904 bis 1906 der Bau der beiden kleinen Talsperren in Mühlscheibe und Voigtsbach. Am 31. Juli 1906 wurde die Bahnstation in Einsiedel eingeweiht. Im Jahre 1920 wurde die Gemeinde in den Bezirk Reichenberg umgegliedert. 1924 erhielt die Bahnstation den Namen Mníšek u Liberce. 1930 hatte Einsiedel 1336 Einwohner.
Nach dem Münchner Abkommen wurde die Gemeinde 1938 dem Deutschen Reich zugeschlagen und gehörte bis 1945 zum Landkreis Reichenberg. 1939 lebten in Einsiedel 1221 Menschen. Nach dem Zweiten Weltkrieg begann die Vertreibung der deutschen Bevölkerung.
Nach der Auflösung des Okres Liberec-okolí wurde die Gemeinde 1961 dem Okres Liberec zugeordnet und zugleich Fojtka eingemeindet. 1980 erfolgte die Eingemeindung von Oldřichov v Hájích, die bis 1990 Bestand hatte.
Im Jahre 2005 eröffnete südlich der Talsperre Fojtka der Ypsilon Golf Resort Liberec. Der 102 ha große Golfplatz ist eine 18-Loch-Anlage, sie wurde vom englischen Landschaftsgestalter Keith Preston entworfen.

## Gemeindegliederung
Die Gemeinde Mníšek besteht aus den Ortsteilen Fojtka (Voigtsbach) und Mníšek (Einsiedel), die zugleich auch Katastralbezirke bilden. Grundsiedlungseinheiten sind Fojtka, Mníšek und Zaječí důl (Hasengrund).

## Sehenswürdigkeiten
- barocke Kirche St. Nikolaus, erbaut 1739–1740 nach Plänen von Johann Fugenauer aus Neustadt an der Tafelfichte anstelle eines Kirchlein aus der Redernschen Zeit. 1774 wurde der Kirchturm vollendet.
- Pfarrhaus, errichtet 1767
- Statue des hl. Johannes von Nepomuk aus dem Jahre 1861, an der Kirche
- steinerne Grenzsäule der Herrschaften Friedland und Reichenberg
- Dračí vrch (Drachenberg) bei Fojtka
- Naturschutzgebiet "Pod Dračí skálou" bei Fojtka
- Naturreservat "Fojtecký mokřad" auf dem Golfplatzareal bei Fojtka
- Talsperre Fojtka, erbaut 1904–1906. Neben dem Hochwasserschutz dient sie der Fischzucht und seit 1926 als Badegewässer.
- Talsperre Mlýnice, erbaut 1904–1906